# 小西誠
小西 誠（こにし まこと、1949年3月5日 - ）は、日本の実業家。社会批評社社長。元航空自衛官・ジャーナリスト・軍事評論家。宮崎県串間市出身。著作に「反戦自衛官」など。

## 略歴
1949年、宮崎県串間市に生まれる。中学卒業後、航空自衛隊生徒隊（自衛隊生徒）に入隊し、修了後は佐渡分屯基地に配属される（『反戦自衛官』合同出版1970年）。
在隊中に法政大学法学部通信課程に通い、当時の全共闘と交流する。学生運動とは意見を異にしていたが、その「自己否定」などの思想的影響は受ける。この影響のなかで、自ら自衛隊内での「民主化」などの行動を決意する。
70年安保闘争を前にして、自衛隊の治安出動訓練が開始されるが、同訓練開始に反対して、佐渡分屯基地内に大量の反戦ビラを張り出すと共に、1969年10月、全隊員の前で治安出動訓練の反対を表明するとともに同訓練を拒否し、逮捕される。
1969年11月22日、「政府の活動能率を低下させるサボータージュを煽動した」として、自衛隊法第64条違反（煽動罪）で起訴される。1970年7月から新潟地方裁判所で裁判が開始され、戦後初の自衛官の政治裁判として注目された。この裁判には、全国から100人を超える弁護団が編成され、特別弁護人として憲法学者の江橋崇、星野安三郎、軍事評論家の藤井治夫、剣持一巳らが加わるなどして、自衛隊・自衛隊法の違憲性を問う憲法裁判となった。
しかし、新潟地裁は、1975年、「検察側の証明不十分」で無罪という、憲法判断を回避した判決を下した。東京高等裁判所で行われた控訴審では審理不十分として新潟地裁に差し戻したが、その差し戻し審では1981年、「小西の行為は言論の自由の範囲内」として、憲法判断を回避した無罪判決を出した。検察側は控訴せず、無罪判決は確定した。一方、小西は、同時期に「命令違反」などを理由に懲戒免職処分を受けていたため、「免職取消・原隊復帰」を求めて東京地方裁判所に提訴していたが、処分から27年たった1997年、東京地裁は小西の訴えを却下した。
この裁判の間、そしてそれ以後も小西は、自衛隊隊内で自衛隊員を組織化する運動を続け、1981年には市ヶ谷兵士委員会を立ち上げるなど、自衛隊内の「民主化」などの運動を行っている。
なお、裁判の間の1972年10月21日、小西は国立国会図書館閲覧部図書課に勤務する女性と結婚した。
小西は、イラク反戦運動が始まる中で「米兵・自衛官人権ホットライン」を立ち上げ、その事務局長として現在も自衛官の人権相談などに応じている。
また、小西は軍事評論家としても様々な執筆・評論をおこなっているが、1990年から出版社（社会批評社）を立ち上げ、軍事問題、日本新左翼運動における「内ゲバ」の犯罪性を厳しく批判し、内ゲバを大衆運動の場から一掃することを中心とする出版活動をおこなっている。2002年に中核派機関紙「前進」は、小西の活動を「反革命」と規定し「粉砕」「打倒」を呼びかけた。最近の小西は平和問題にも力を入れ、『日米安保再編と沖縄―最新沖縄・安保・自衛隊情報』（2010年）、『サイパン&テニアン戦跡完全ガイド―玉砕と自決の島を歩く』（2011年）、『グアム戦跡完全ガイド―観光案内にない戦争の傷跡』（2011年）の執筆など、アジア・太平洋戦争の戦跡の調査にも力を入れている。また、政府による沖縄・南西諸島の要塞化計画にも言及しており、「マスコミは全滅でこの問題を一切報道しない」「平和運動関係者の関心も低い」と事実上批判している。

## 自衛官人権ホットライン相談室
2003年5月、イラク戦争が始まり、自衛隊イラク派遣が開始されたため「米兵・自衛官人権ホットライン」（ブログ）を東京で開設した。2010年にイラク戦争への自衛隊派兵、米軍派兵も終了したことから「自衛官人権ホットライン」として名称を変更した。
瀬戸内寂聴・いいだももなど、著名人が発起人・共同代表となっており、事務局長は元反戦自衛官の小西誠。小西の他、元自衛官・現役自衛官が、隊員たちのパワハラ・いじめ、退職強要など、隊内のあらゆる人権相談に応じている。
2004年4月には、ホットライン在イラク駐在の渡邊修孝がイラク武装勢力に人質になり、その存在が一部の人に知られるようになった。しかし、日常的には、自衛官の自殺・いじめなどの地道な相談に乗る活動を続けている。小西によると、ここ10年の自衛隊の大再編もあって、自衛隊員の自殺やいじめが大幅な増加傾向にあり、ホットラインへの相談も増しているという。その活動を紹介した著作が最近発行された『自衛隊 この国営ブラック企業―隊内からの辞めたい 死にたいという悲鳴』（社会批評社刊）である。
自衛隊内にも同じようなホットラインはあるが、小西によると、この隊内の相談機関では、隊員の相談内容が勤務先の上官に漏れ伝わってしまい、ほとんどここでは相談しなくなっている。こういう事態の中で、自衛隊とは完全に独立した、外部（市民の）の人権相談機関である「自衛官人権ホットライン」が役立っている可能性もある、と主張している。

## 主な著作
- 『反戦自衛官 : 権力をゆるがす青年空曹の造反』（合同出版、1970）
- 『自衛隊の兵士運動 : 反戦兵士の闘い』（三一新書「三一書房」、1978）
- 『反戦自衛官 : 裁かれる自衛隊』（JCA出版、1980）
- 『マルクス主義軍事論入門 : プロレタリア革命と軍事問題』（新泉社、1983）
- 『現代革命と軍隊 : 世界革命運動史の血の教訓』（新泉社、1984）ISBN 4916117220
- 『隊友よ、侵略の銃をとるな』（社会批評社、1989）ISBN 4916117166
- 『危機の認識 : 変わりゆく国際軍事情勢と国連・PKO』（社会批評社、1992）ISBN 4787762052
- 『新左翼運と運動その再生の道』（社会批評社、2000）ISBN 4916117409
- 『自衛隊の対テロ作戦 : 資料と解説 』（社会批評社、2002）ISBN 4916117492
- 『中核派vs反戦自衛官 : 中核派議長・清水丈夫の徹底批判』（社会批評社、2002） ISBN 4916117506
- 『自衛隊(秘)文書集 : 情報公開法で捉えた最新自衛隊情報』（社会批評社、2002） ISBN 4916117573
- 『自衛隊そのトランスフォーメーション : 対テロ・ゲリラ・コマンドウ作戦への再編』（社会批評社、2006）ISBN 4916117700
- 『日米安保再編と沖縄 : 最新沖縄・安保・自衛隊情報』（社会批評社、2010）ISBN 9784916117878
- 『サイパン&テニアン戦跡完全ガイド : 玉砕と自決の島を歩く』（社会批評社、2011）ISBN 9784916117915
- 『グアム戦跡完全ガイド : 観光案内にない戦争の傷跡』（社会批評社、2011）ISBN 9784916117939
- 『本土決戦戦跡ガイド : 写真で見る戦争の真実 Part1』（社会批評社、2012）ISBN 9784916117991
- 『シンガポール戦跡ガイド』（社会批評社、2014）ISBN 9784907127084[11]
- 『フィリピン戦跡ガイド』（社会批評社、2016年）ISBN 4907127197
- 『自衛隊この国営ブラック企業 : 隊内からの辞めたい死にたいという悲鳴』（社会批評社、2014）ISBN 9784907127114
- 『オキナワ島嶼戦争:自衛隊の海峡封鎖作戦』（社会批評社、2016）ISBN 9784907127213
- 『自衛隊の島嶼戦争 資料集:陸自「教範」で読むその作戦』（社会批評社、2017）ISBN 9784907127237
- 『自衛隊の島嶼戦争 資料集:自衛隊の幹部用教範が定めるその作戦（PART2）』（キンドル版・社会批評社、2019』
- 『自衛隊の南西シフト:戦慄の対中国・日米共同作戦』（社会批評社、2018）ISBN 9784907127251
- 『要塞化する琉球弧:怖るべきミサイル戦争の実験場』（社会批評社、2019年）ISBN 　490712726X
- 『ミサイル攻撃基地化する琉球列島:日米共同作戦下の南西シフト』（社会批評社、2021年）ISBN　4907127286

### 共著
- 『小西反軍裁判』（三一書房）
- 『検証 内ゲバ PART1、PART2』（社会批評社）
- 『検証 党組織論』（社会批評社）
- 『自衛隊の周辺事態出動』（社会批評社）
- 『最新安保情報』
- 『公安警察の犯罪』（社会批評社）
- 『自衛隊の海外派兵』（社会批評社）
- 『天皇と自衛隊の現在を読む』（社会批評社）
- 『危機に立つ象徴天皇制』（社会批評社）
- 『昭和の終焉と天皇制の現在』（社会批評社）
- 『サイバーアクション』（社会批評社）
- 『最新有事法制情報』（社会批評社）
- 『公安調査庁スパイ工作集』（社会批評社）
- 『ネコでもわかる　有事法制』（社会批評社）
- 『逃げたい　やめたい自衛隊』（社会批評社）
- 『自衛隊のイラク派兵』（社会批評社）
- 『NO WAR』（社会批評社）
- 『フクシマ・ゴーストタウン』（社会批評社）
- 『標的の島』（社会批評社）